# Bodnár Attila
Bodnár Attila (1952. december 19. –) többszörös arany- és platinalemezes magyar popénekes, dalszerző, producer, zenei rendező.

## Életrajz
Ötéves  korában már hegedülni tanult. Zenei általános iskolát végzett. 14 éves kora óta a popzene megszállottja és számos „beat” zenekarban játszott, mint gitáros, énekes és dalszerző. Tanulmányait a Magyar Rádió énekstúdiójában végezte Balassa P. Tamás és Sík Olga énektanárnő tanítványaként. Hivatásos "A" kategóriás énekes. 1982–84-ben több rádiófelvétele készült. 1982-ben lett a HIT formáció tagja, majd miután az együttes 1984-ben feloszlott, a Modern Hungáriához csatlakozott, ahol 1988-as feloszlásukig játszott. Ezt követően feleségével, Pap Rita énekesnővel együtt készítették felvételeiket, melyek zenéit, szövegét együtt írták, majd 1992-től gyermekalbumokat is készítettek.
Saját hanglemezkiadót és produceri irodát működtet.
1994-ben Pap Ritával a Magyar Televízió Táncdalfesztiválján a közönségdíjat nyerték el Az élet megy tovább című dalukkal.
2002-ben "Zenevarázs" címmel televízió-sorozatot készített, mely a Szonda Ipsos közvélemény kutató intézet országos felmérése szerint 75%-os tetszési indexet ért el.

## Diszkográfia
1984 HIT-Oké
- 1989 Boldog ünnepeket	(Pop System)
- 1990 Bolond világ (Pop System)[1]
- 1991 Egy elkésett levél (Pop System)
- 1992 Egyszer élünk (Pop System)
- 1992 Best Of... (Pop System)
- 1992 Kuckó Mackó (Pop System)
- 1992 Kuckó Mackó II (Pop system)
- 1993 Hápi Kacsa (Pop System)
- 1994 Szeress úgy ( Pop System)
- 1994 Csodacsacsi (Pop System)
- 1995 Boldog Születésnapot ( Pop System )
- 1996 Pamacs a csacska macska (Pop System)
- 1997 Újjászületés (Pop System)[2]
- 1997 Miss Pipi (Pop System)
- 1998 Pop show ( Pop System)
- 1998 Kölyökdisco (Pop System)
- 1999 Suli Buli  ( Pop System)
- 2000 Zenevarázs (Ritatti Records)
- 2001 Aranyalbum (Ritatti Records)

## Rádiófelvételek
- 1982: Hopp, újra itt a ragtime (km. Deák Erzsébet; Tessék választani!) (Nádas Gábor–Szenes Iván)[3]
- 1982: Szeretnék most veled lenni (Nagy Tibor–Bradányi Iván)[4]
- 1982: Közben szólt a boogie[5]
- 1982: Tudom, nem könnyű teveled (km. Deák Erzsébet) (Bakos Géza–Bradányi Iván)[6]
- 1983: Tudom, ha nem is mondod (Dobsa Sándor–Bradányi Iván)[7]
- 1984: Ne beszélj! (Nagy–Vándor)[8]
- Volna szebb is, volna jobb is